# Pansutzteol
Pansutzteol är en ort i Mexiko.   Den ligger i kommunen Tila och delstaten Chiapas, i den sydöstra delen av landet, 700 km öster om huvudstaden Mexico City. Pansutzteol ligger 1 158 meter över havet och antalet invånare är 380.
Terrängen runt Pansutzteol är bergig åt nordost, men åt sydväst är den kuperad. Runt Pansutzteol är det ganska tätbefolkat, med 111 invånare per kvadratkilometer. Närmaste större samhälle är Simojovel de Allende, 18,3 km sydväst om Pansutzteol. I omgivningarna runt Pansutzteol växer i huvudsak städsegrön lövskog.